# Ranunculus lyallii
Ranunculus lyallii är en ranunkelväxtart som beskrevs av Joseph Dalton Hooker. Ranunculus lyallii ingår i släktet ranunkler, och familjen ranunkelväxter. Inga underarter finns listade i Catalogue of Life.

## Bildgalleri

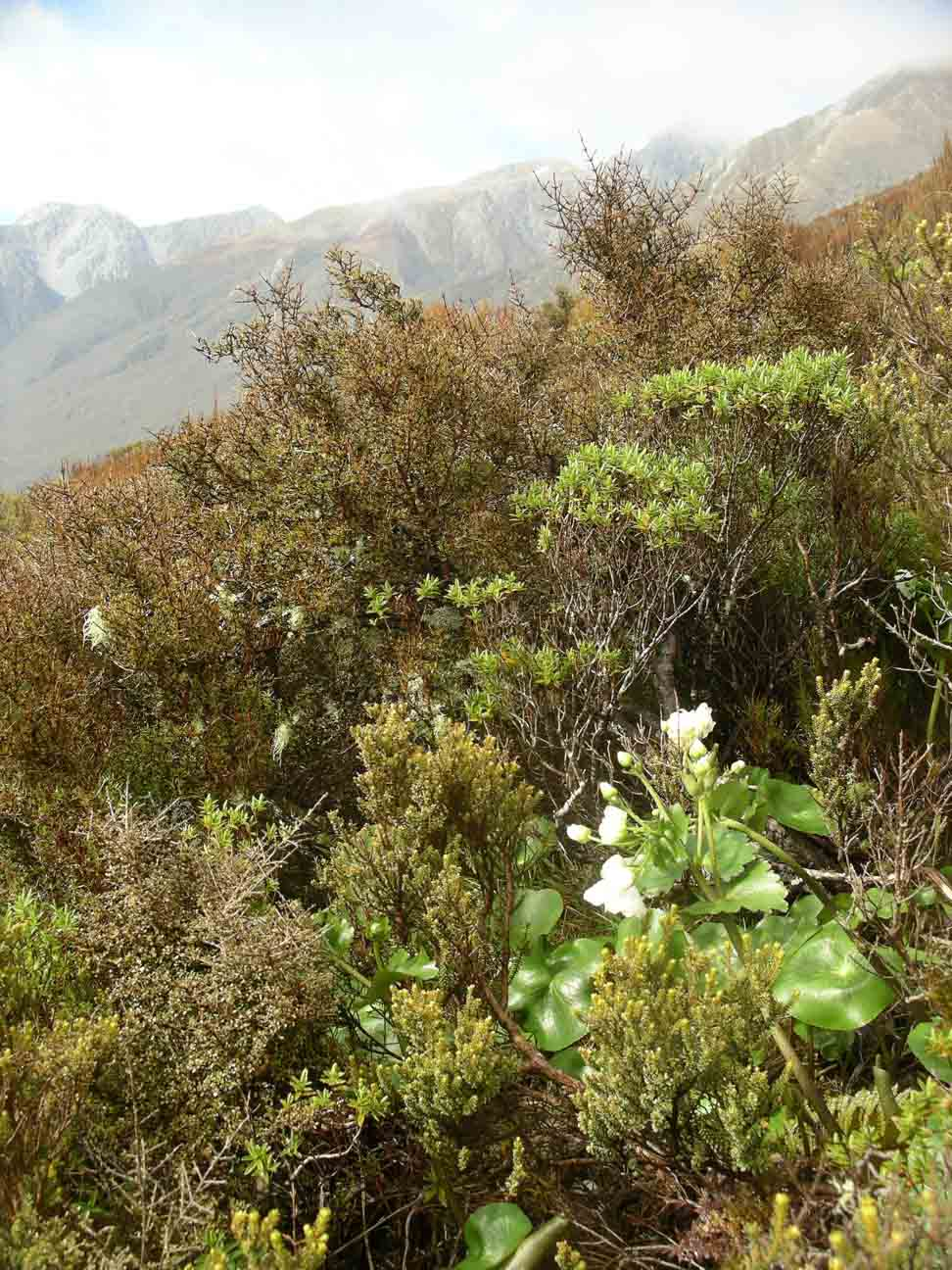
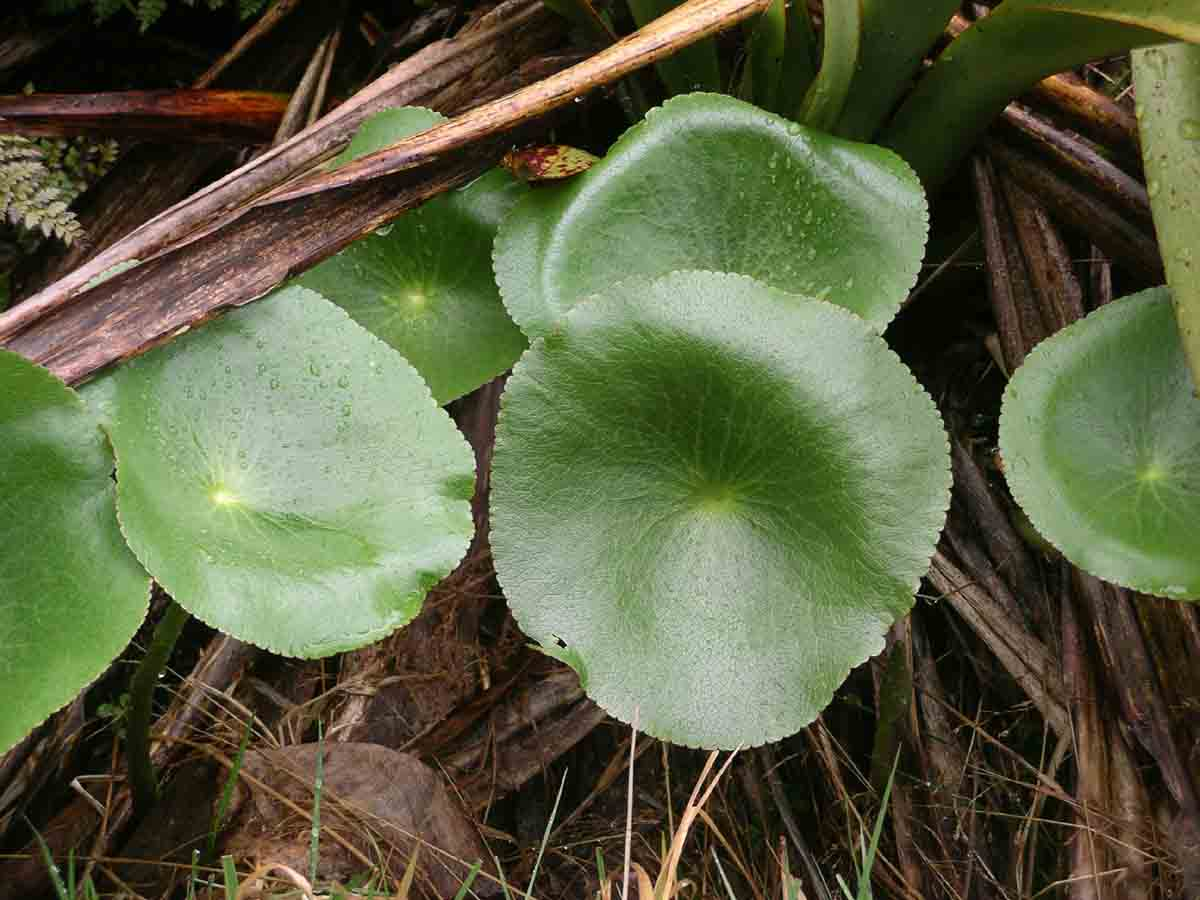
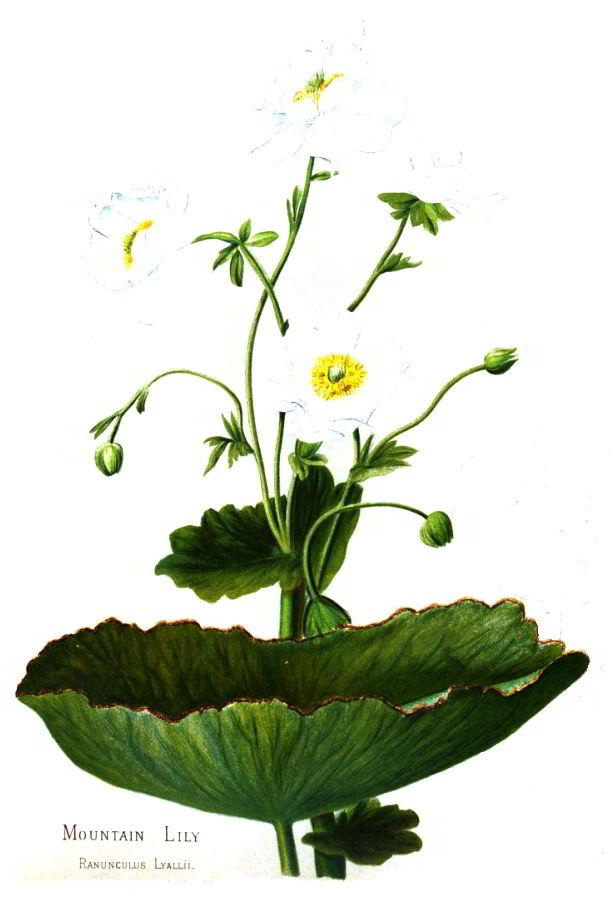